# Une vie perdue
Pour les articles homonymes, voir Une vie perdue (homonymie).
Pour plus de détails, voir Fiche technique et Distribution.

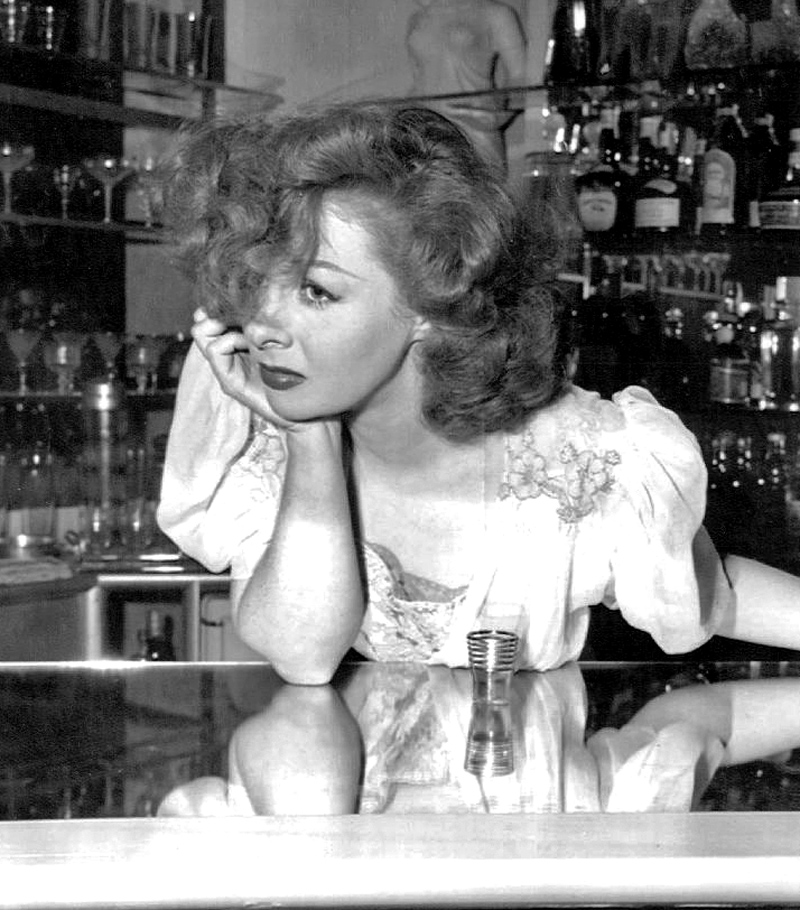
Susan Hayward

Une vie perdue (Smash-Up, The Story of a Woman) est un film américain réalisé par Stuart Heisler, sorti en 1947.

## Synopsis
Dans un hôpital, Angie Evans (Susan Hayward), visage bandé, raconte les événements qui l'ont amenée ici.
Chanteuse de boîte de nuit, Angie a une liaison avec un chanteur, Ken Conway (Lee Bowman), dont la carrière n'a pas encore décollé. Son agent Mike Dawson aide Ken et l'accompagnateur de piano Steve Anderson à se produire dans une émission de radio. Ken chante une ballade le jour où Angie, maintenant sa femme, donne naissance à leur fille.
Ken a bientôt un grand succès, gagne en popularité et en richesse, tandis qu'Angie, sa carrière à l'arrêt, reste à la maison. Elle commence à boire. Ken compte sur elle pour présenter une image sophistiquée pour ses nouveaux amis et contacts de la haute société, mais son alcoolisme s'aggrave, alors la secrétaire Martha Gray vient à l'aide de Ken.
Angie découvre que son mari a une liaison avec Martha. Steve tente en vain d'intervenir auprès de Martha au nom d'Angie.
Angie néglige son enfant, continue à boire et fait un esclandre lors d'une fête. Ken demande le divorce et la garde de leur enfant. Victime d'incendie accidentel, Angie souffre de brûlures graves au visage.

## Fiche technique
- Titre : Une vie perdue
- Titre original : Smash-Up, The Story of a Woman
- Réalisation : Stuart Heisler
- Scénario : John Howard Lawson d'après une histoire de Dorothy Parker et Frank Cavett
- Production : Walter Wanger, Martin Gabel (producteur associé)
- Société de production et de distribution : Universal Pictures
- Photographie : Stanley Cortez
- Musique : Frank Skinner et Daniele Amfitheatrof (non crédité)
- Montage : Milton Carruth
- Costumes : Travis Banton
- Direction artistique : Alexander Golitzen
- Décorateur de plateau : Russell A. Gausman et Ruby R. Levitt
- Pays de production :  États-Unis
- Langue originale : anglais
- Format : noir et blanc – 35 mm – 1,37:1 – mono (Western Electric Recording)
- Genre : drame
- Durée : 103 minutes
- Dates de sortie : 
  - États-Unis : mars 1947
  - France : 6 août 1947
- Affiche : René Lefèbvre (France)

## Distribution
- Susan Hayward : Angie Conway
- Lee Bowman : Ken Conway
- Marsha Hunt : Martha Gray
- Eddie Albert : Steve Nelson
- Carl Esmond : Dr Lorenz
- Carleton Young : Fred Elliott
- Charles D. Brown : Michael 'Mike' Dawson
- Janet Murdoch : Mlle Kirk
- Sharyn Payne : Angelica Conway
- Robert Shayne : M. Gordon

Acteurs non crédités
- George Meeker : l'avocat Wolf
- Vivien Oakland : une femme au bar
- Joseph Vitale : un joueur de poker